# 神田村 (香川県)
神田村（こうだむら）は、香川県三豊郡にあった村。現在の三豊市山本町神田。

## 歴史
- 1890年2月15日 - 町村制施行に伴い、三野郡神田村が発足。
- 1899年4月1日 - 三野郡が豊田郡と合併し、三豊郡となる。
- 1955年4月1日 - 辻村・河内村・財田大野村と合併し、山本村が発足。同日付で神田村が廃止。